# Európai vaddisznó
Az európai vaddisznó (Sus scrofa scrofa) vagy másként a közép-európai vaddisznó az emlősök (Mammalia) osztályának párosujjú patások (Artiodactyla) rendjébe, ezen belül a disznófélék (Suidae) családjába tartozó vaddisznó (Sus scrofa) egyik alfaja. Ez az alfaj Közép-Európában él, és ebből az állatból származnak keresztezések révén a mai magyar jellegű sertéseink, így a szalontai, bakonyi és a mangalica.

## Előfordulása
A leggyakoribb és legelterjedtebb vaddisznó. Eredeti elterjedési területe Franciaországtól Oroszország európai részéig húzódik, déli határa pedig az Ibériai-félsziget és az Alpok. Betelepítették Svédországba, Norvégiába, az USA-ba és Kanadába is.
Hazánkban legnagyobb számban a Dunántúlon, az Északi-középhegységben és a Pilisben található meg, de gyakran előfordul az Alföldön is. Élőhelye főként a nedves talajú lomberdőkben van, kedveli az ingoványos, mocsaras dús aljnövényzetű területeket, a cserjés, nádas vidékeken is megtalálható sőt a tűlevelű erdőkben is.

## Jelentősége
Ebből az alfajból tenyésztették ki a „magyar jellegű” sertéseket (szalontai, bakonyi, mangalica). Vadászatilag nagyon értékes faj, trófeája különösen fejlett szemfoga, vagyis az agyara.

## Megjelenése
A vaddisznó és az európai vaddisznó között nem nagy a különbség. Közepes méretű, sötétbarna szőrzetű alfaj. A kelet-, és közép-európai egyedek nagyobbak, mint délen élő társaik, testtömegük kanok esetében elérheti akár a 227 kg-ot is, a kocáké a 150-et.

## Életmódja
Kedveli a sűrű aljnövényzetet, nappal szívesen húzódik fatörzsek alá, szürkületkor indul éjszakai táplálékszerző körútjára. Szívesen felkeresi a nedves, sáros helyeket, és azokban dagonyázik.

### Táplálkozása
Miként fajtársainak az európai vaddisznónak is táplálékul szolgálnak az erdők alján található növények, különösen kedveli az elhullott makkot, de elfogyasztja a gerincteleneket , hüllőket, madártojásokat, sőt, a kisebb rágcsálókat, nyulfiakat is megeszi. Ősz végén és télen gyakran behúzódik az emberlakta települések közelébe és károkat okoz a mezőgazdasági területeken.

## Szaporodása
Az európai vaddisznó rendszerint évente két almot vet. Párzása a novembertől februárig terjedő időszakra tehető. A kocák 4 hónapnyi vemhességi idő után március-május tájékán hozzák világra utódaikat. A kondától különvonulva gödröt ásnak maguknak és ott szülik meg utódaikat, egy ilyen alomban 12 kismalac is lehet. Az utódait féltő anyakoca a legveszélyesebb emlősállat a magyar erdőkben, ezért ilyenkor jobb nem letérni a kijelölt utakról. A kismalacok nagyon gyorsan fejlődnek, néhány nap múlva már követik anyjukat és elhagyják a gödröt. Az utódok sárgásbarna és mogyoróbarna csíkozásúak, nagyon könnyen felismerhetőek. A fiatal disznó ivarérettségét kétéves korában éri el. A kifejlett vaddisznó elélhet akár 8-15 évig is.

## Galéria

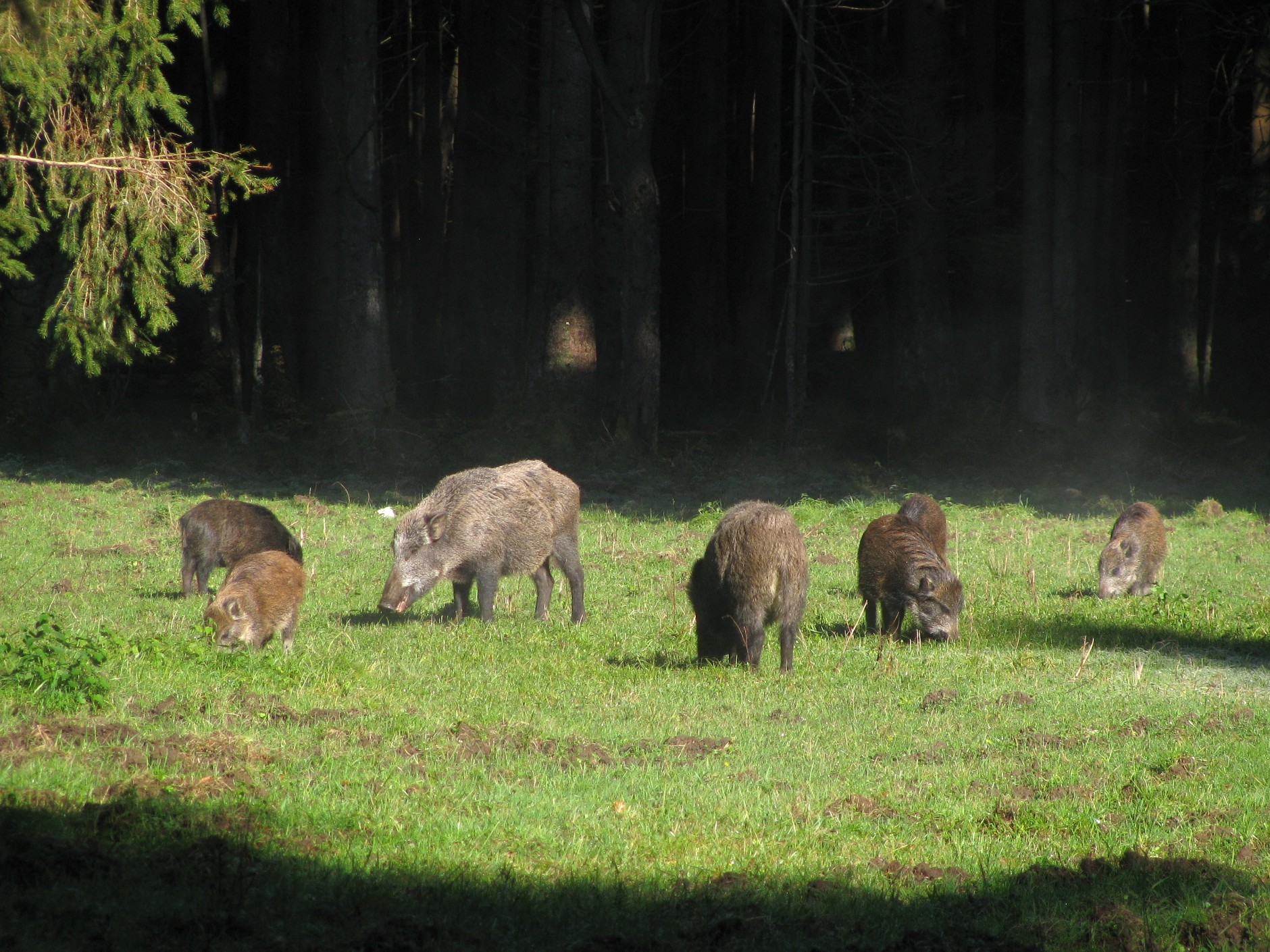
Vaddisznók aljnövényzettel táplálkoznak
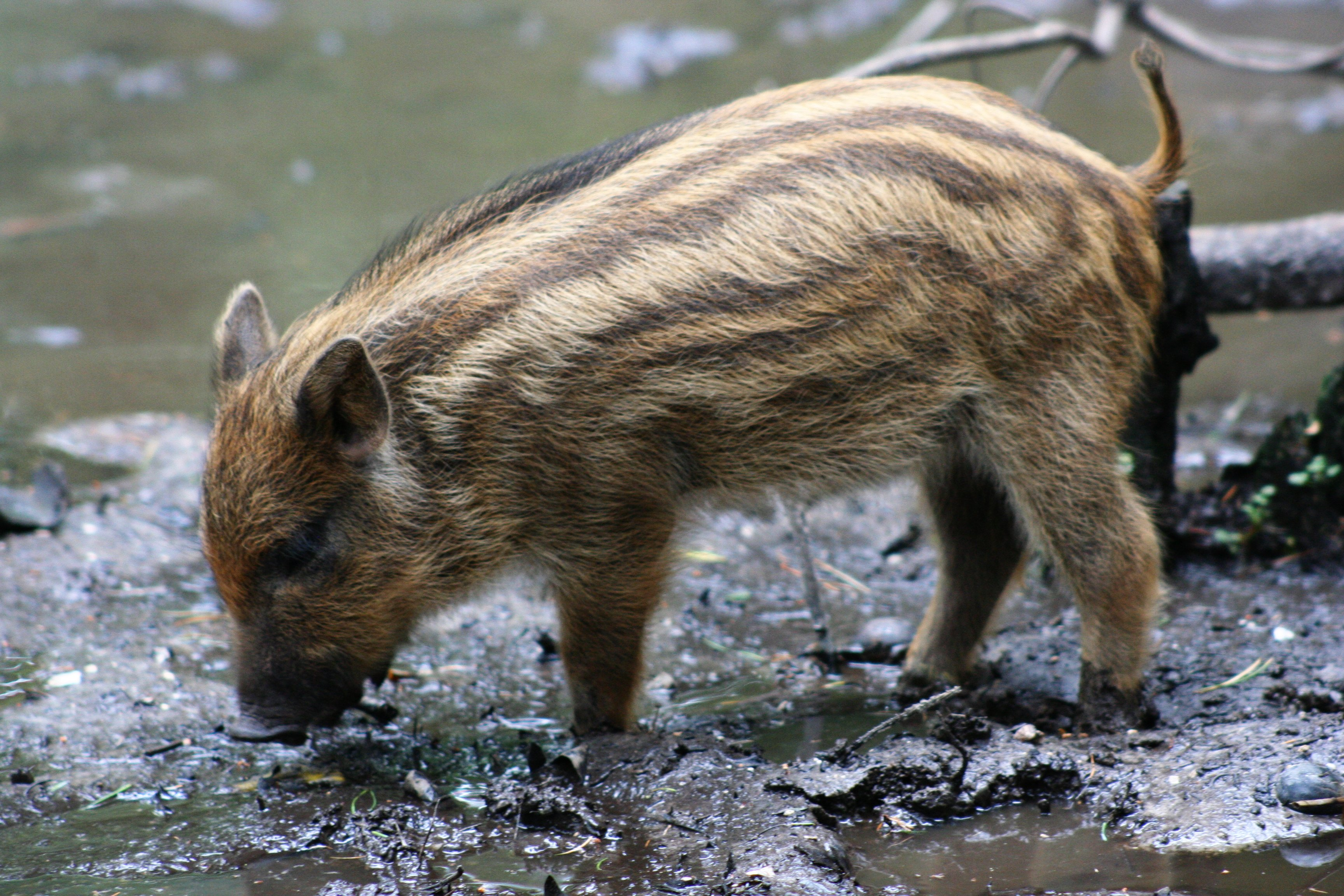
Egy csíkos kismalac
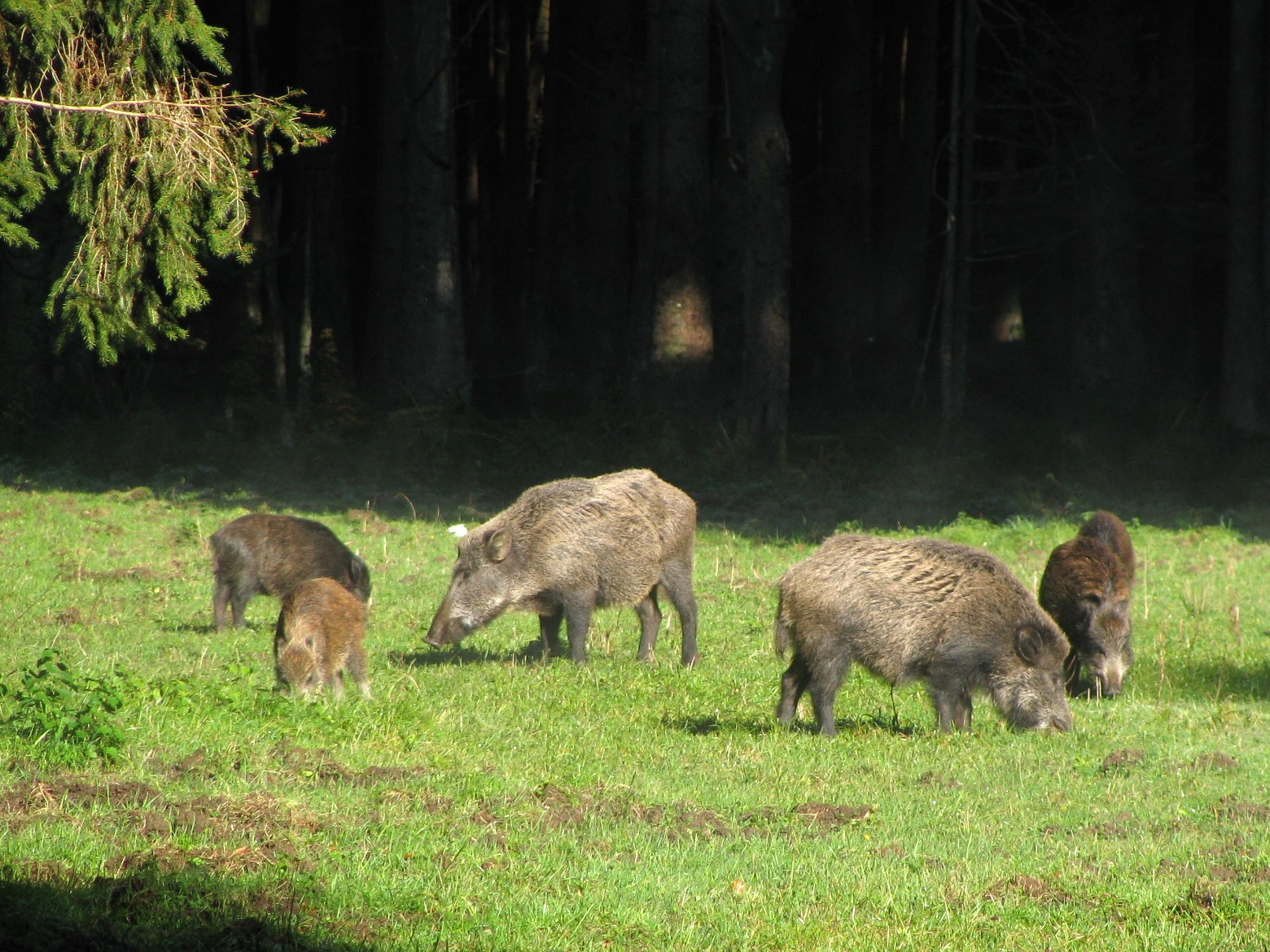
Vaddisznó család
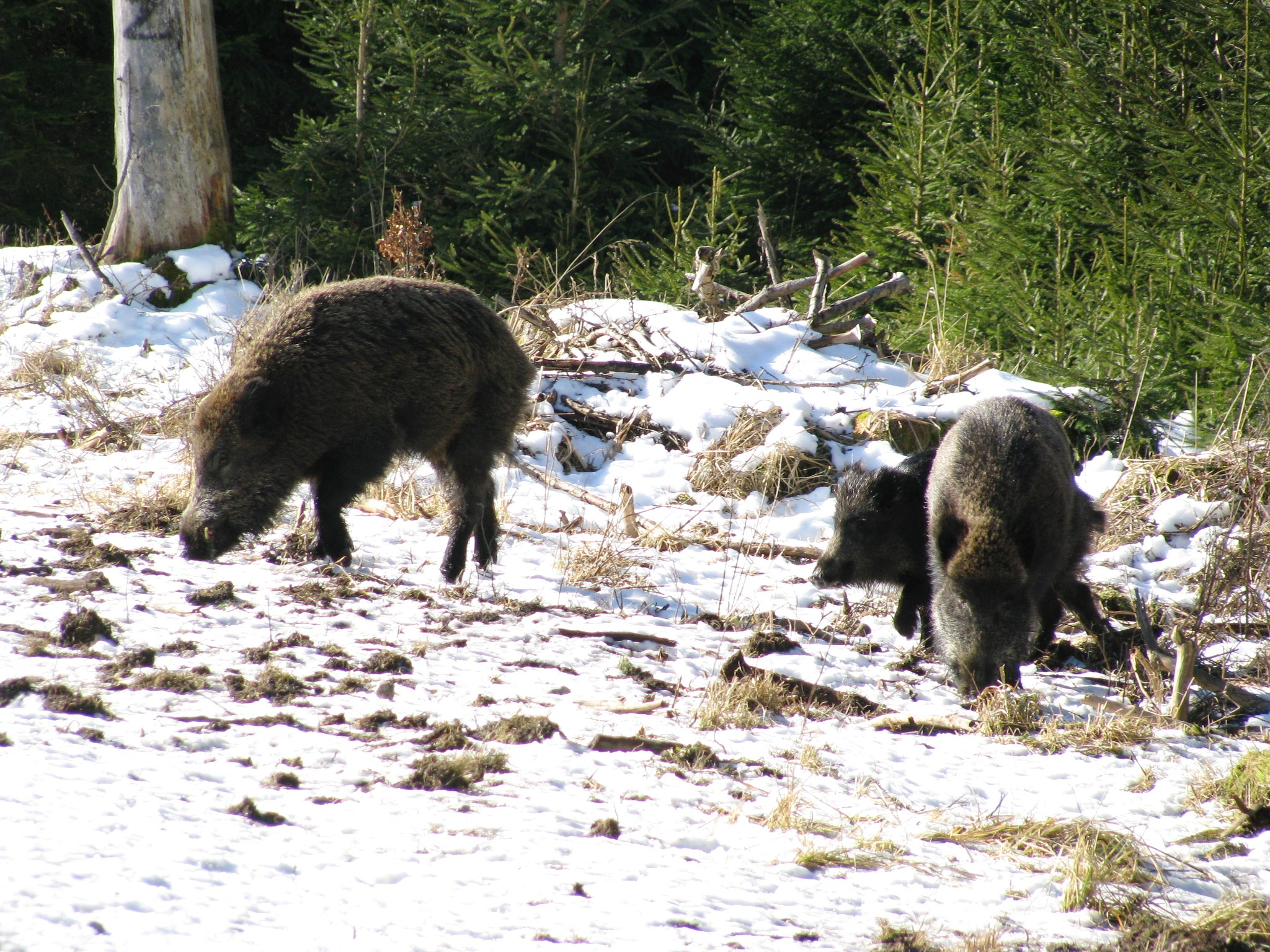
Vaddisznók keresik az élelmet a hó alatt